# Marienbrauchtum im Mai

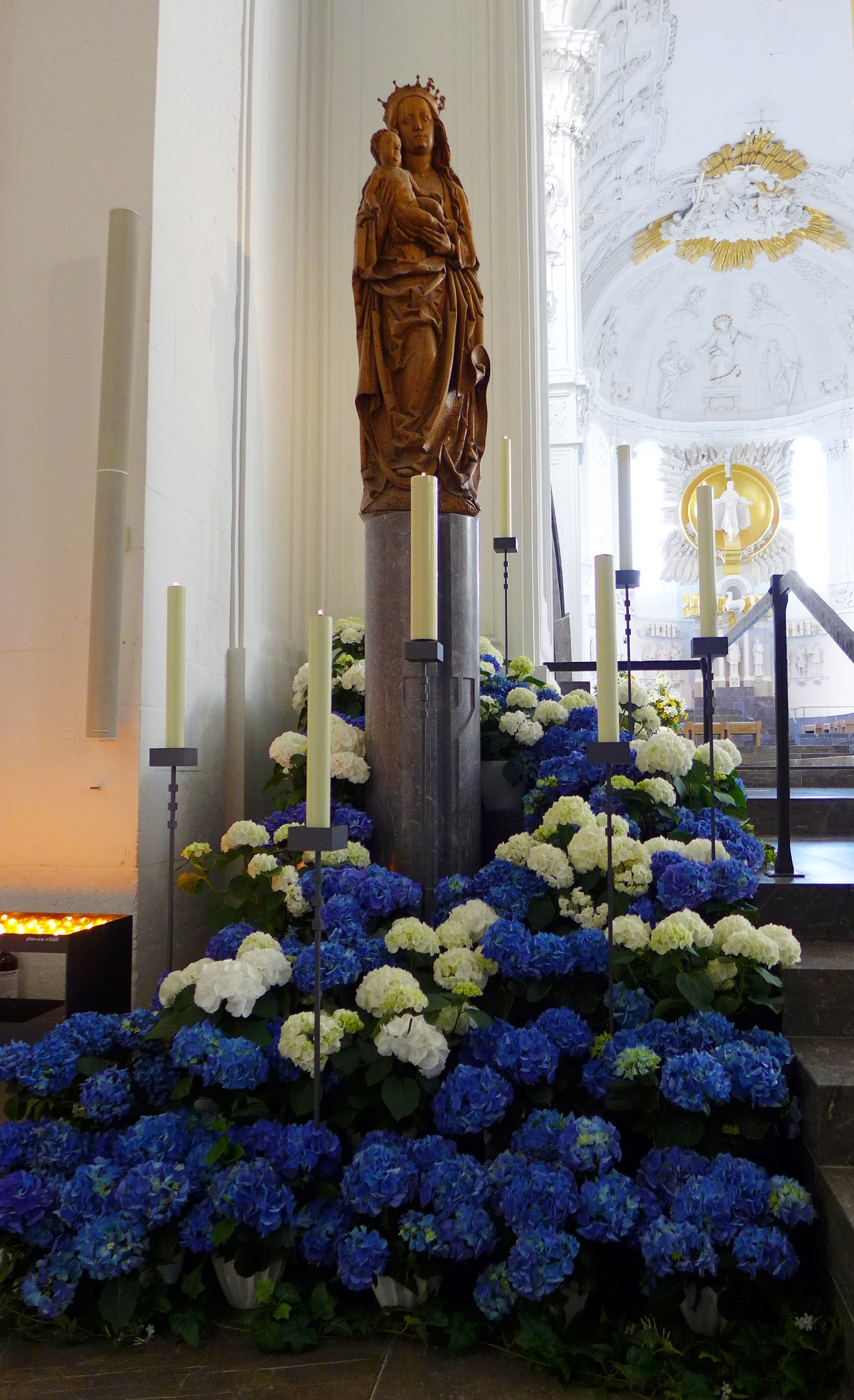
Für Maiandachten geschmückte Marienstatue (um 1515) aus der Werkstatt Tilman Riemenschneiders im Würzburger Dom

In der Tradition der römisch-katholischen Kirche ist der Monat Mai als Marienmonat seit der Barockzeit in besonderer Form von marianischer Frömmigkeit und diesbezüglichem Brauchtum im kirchlichen und privaten Bereich geprägt. Die Verehrung Mariens als Jungfrau und Gottesmutter geschieht vor allem in speziellen wortgottesdienstlichen Maiandachten, die öffentlich oder im privaten Bereich stattfinden können. Vielerorts wird im Mai ein Marienbildnis oder eine Marienstatue mit Blumen besonders geschmückt.
Das marianische Brauchtum hat den Stellenwert von frommen Übungen. Vom Brauchtum zu unterscheiden sind die Marienfeste, die Teil der offiziellen römisch-katholischen Liturgie sind. In den Monat Mai fallen in den meisten Jahren zentrale Herrenfeste in der Zeit zwischen Ostern, Pfingsten und Fronleichnam, die nach dem Willen des Zweiten Vatikanischen Konzils gegenüber einer übertriebenen Marienfrömmigkeit stärker betont werden sollen.

## Geschichte und Symbolik

### Außerchristliche und christliche Wurzeln

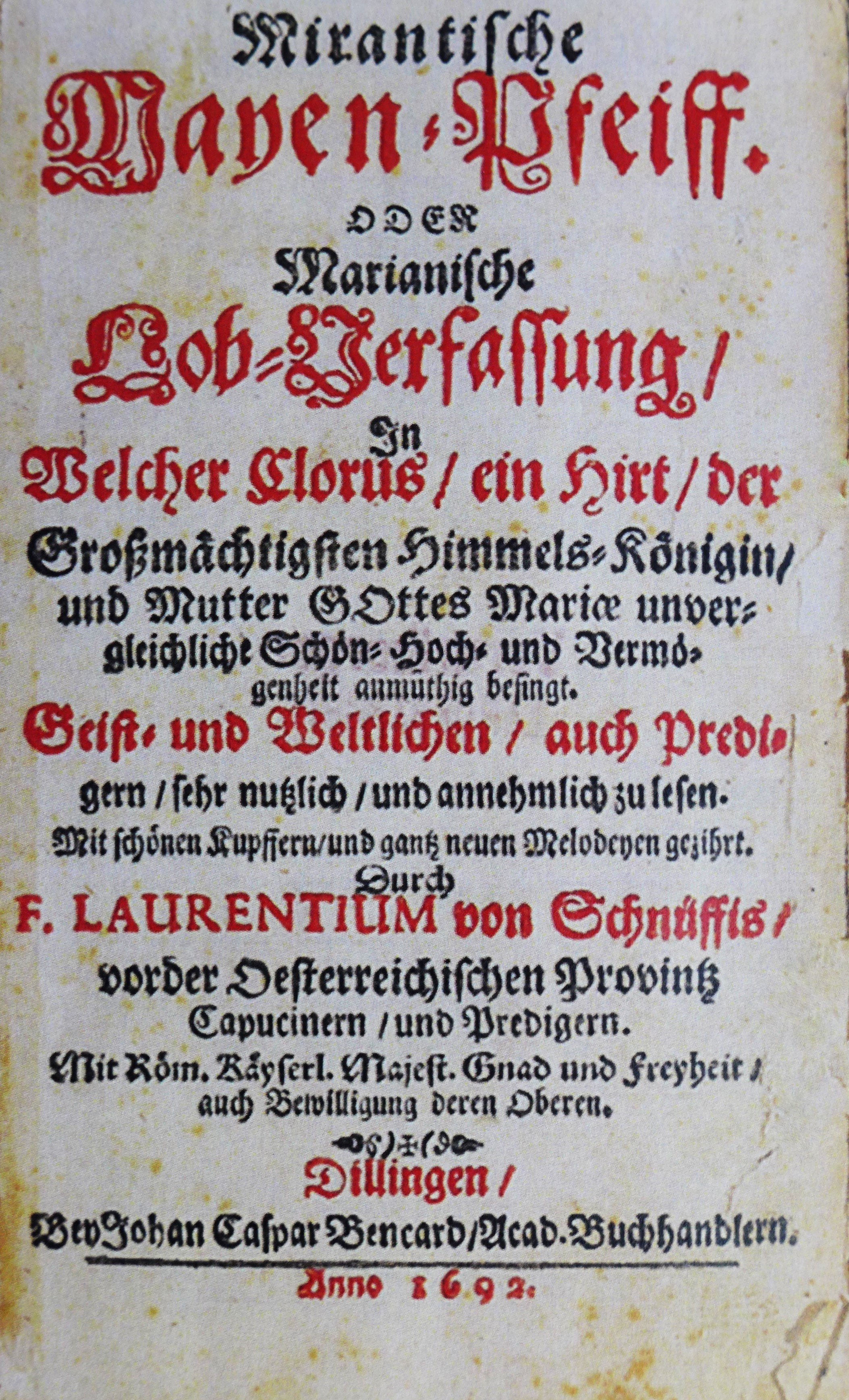
Mirantischer Mayen-Pfeiff von Laurentius von Schnüffis, Dillingen 1692

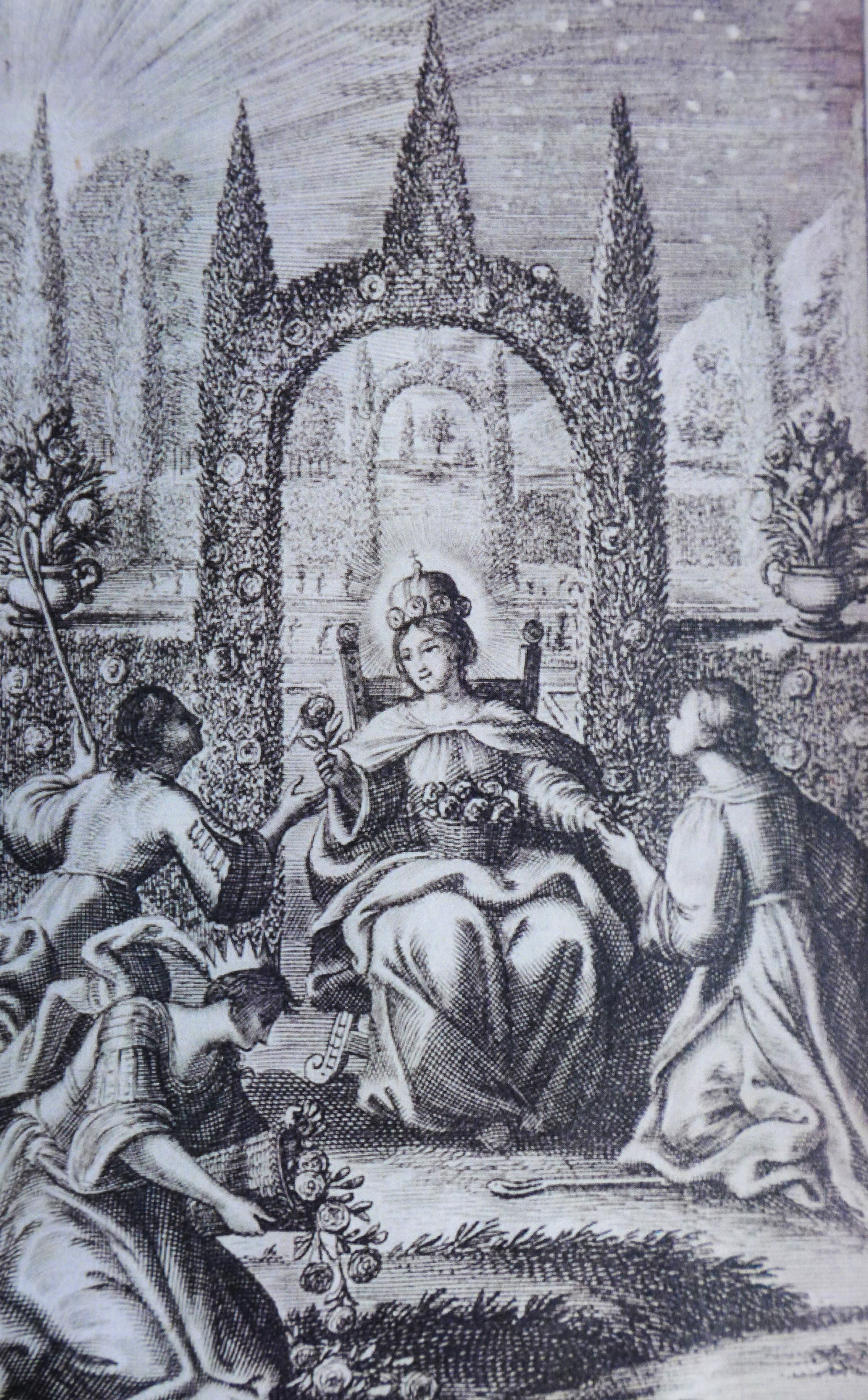
Darstellung Mariens als Maienkönigin, in: Mirantischer Mayen-Pfeiff von Laurentius von Schnüffis, Dillingen 1692

Historisch reicht die Feier des Maimonats in Europa in die Mythologie der vorchristlichen Zeit zurück. Der Mai (lat. Mensis Maius) ist nach der römischen Fruchtbarkeitsgöttin Maia benannt, welcher der Flamen Volcanalis am ersten Tag dieses Monats ein Opfer darbrachte. Maia wurde auch mit den Fruchtbarkeitsgöttinnen „Bona Dea“ und „Terra“ gleichgesetzt. Die lateinische Wortwurzel *mag kennzeichnet den Mai als den Wachstumsmonat des Getreides, der sich mit den anderen Vegetationsmonaten in das römische Bauernjahr einordnete. In der Mythologie des griechischen Kulturraumes war der Mai der Göttin Artemis als Göttin der Vegetation und Fruchtbarkeit geweiht. In Rom verehrte man im Mai zusätzlich zur Göttin Maia die Fruchtbarkeitsgöttin Flora, die Gottheit der Pflanzen, insbesondere der Getreideblüte. Der Kult gehörte zur ältesten Schicht der römischen Religion und war griechisch beeinflusst. Bei den volksfestartigen Ludi Florales der römischen Kaiserzeit wurde vom 28. April bis zum 3. Mai in Spielen, Fruchtbarkeitsriten und Opfern die Fürbitte für alles Blühende vorgebracht. Im Mittelalter lebte dieser Brauch in der Vertreibung des Winters und der Begrüßung des Frühlings weiter. Auch der Brauch des Maibaum-Aufstellens kann in diesem Zusammenhang gesehen werden.
Eine Verehrung Mariens im Mai fand zwar bereits im christlichen Mittelalter statt, allerdings noch nicht im Rahmen einer ganzmonatigen Feierfolge von Marienandachten. Die Kirche wollte so möglicherweise heidnische Maifeiern römischen und germanischen Ursprungs „verchristlichen“. Als das älteste Zeugnis für marianische Verehrungsfeiern speziell im Mai gelten die Mariengesänge Cantigas de Santa Maria des kastilischen Königs Alfons X. aus dem 13. Jahrhundert.
Seit der Barockzeit wurden mehrere Monate als Marienmonat speziell gefeiert. Allmählich entwickelte sich der Mai neben dem Oktober als Marienmonat schlechthin. Da in diesem Monat noch kein Marienfest liturgisch positioniert war, sollte der Mai in seiner Gesamtheit Maria zum Devotions-Geschenk gemacht werden. Der spätbarocke Kapuziner-Prediger, Komponist und Lyriker Laurentius von Schnüffis bezieht in seiner 1691 herausgegebenen Schrift „Mirantische Mayen-Pfeiff“ das Bild des Frühlings auf Maria und feiert sie als Sinnbild des Gnadenfrühlings nach dem Winter des Verderbens.
Ein Entstehungsmotiv der Maiandacht ist in der mittelalterlichen Kreuzesfrömmigkeit im Frühling zu sehen. Sie steht in der Tradition einer spätmittelalterlichen Passionsfrömmigkeit, dem „geistlichen Mai“ (Heinrich Seuse, Stephan Fridolin OFM), bei der Passionsmystik in den Formen einer Gartenallegorik („Hortus conclusus“) zum Ausdruck gebracht wurde. Jener „geistliche Mai“ basierte sowohl auf dem Fest der Kreuzauffindung am 3. Mai als auch auf der Kreuz- und Bittwoche vor Christi Himmelfahrt. Diese Feiern entwickelten sich weiter als Frömmigkeitsform des Barock in rheinischen und fränkischen Diözesen (Erzbistum Trier, Erzbistum Mainz, Bistum Worms, Bistum Speyer, Bistum Würzburg und Bistum Bamberg) zu Beginn des 18. Jahrhunderts als Bittandachten um gute Witterung („Maigebet“), da der Wettersegen ab dem Fest der Kreuzauffindung in den Kirchen erteilt wurde. Hintergrund dieser Feiern waren eine Folge von Missernten zu Beginn des 18. Jahrhunderts. Diese Maigebete um gedeihliches Wetter und gute Ernte blieben bis weit in das 19. Jahrhundert erhalten. Eine besondere marianische Ausrichtung hatten die Maigebete bis dato nicht.

### Marianische Prägung seit dem 18. Jahrhundert

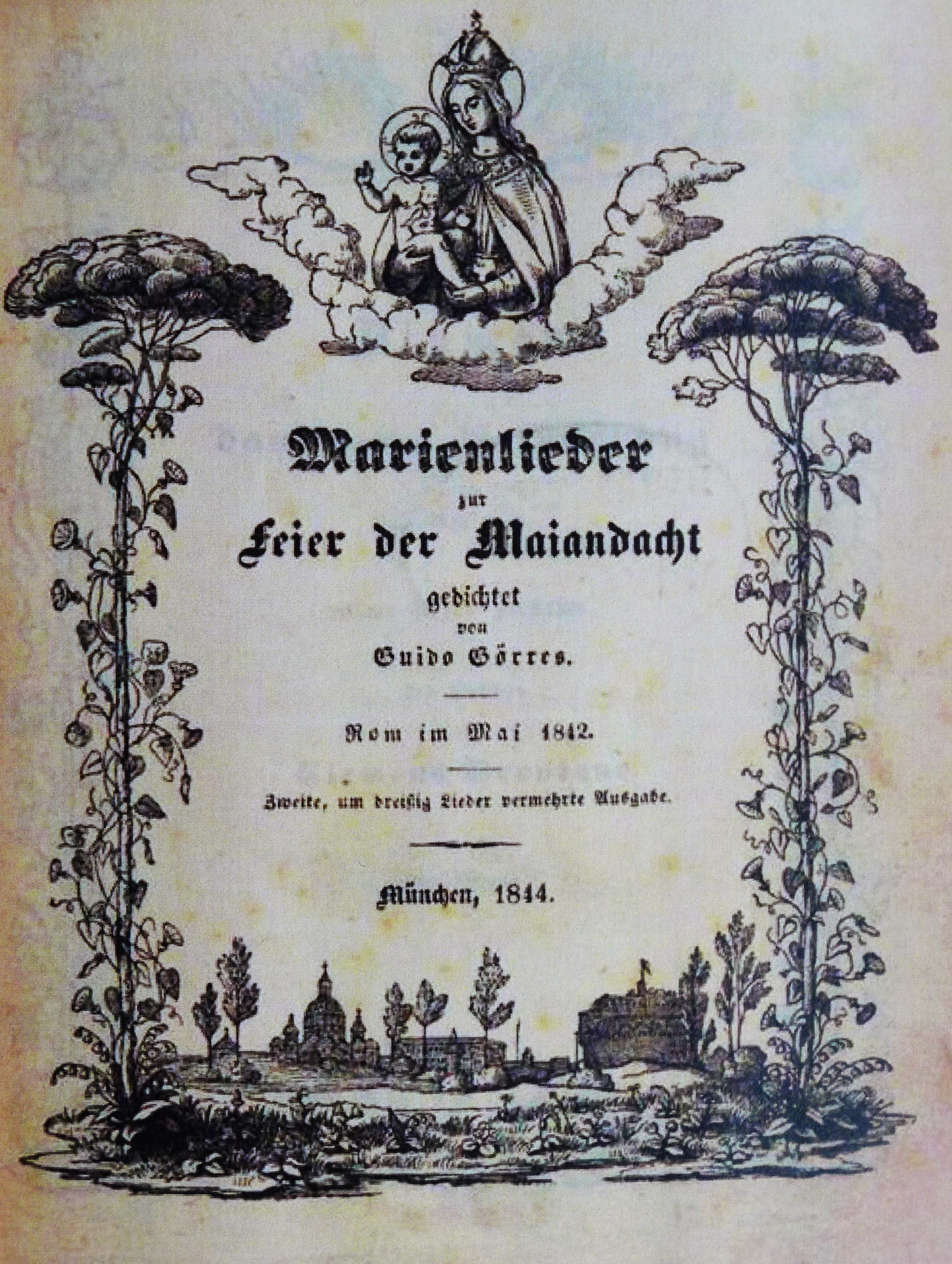
Marienlieder zur Feier der Maiandacht, Guido Görres, Rom 1842, München 1844

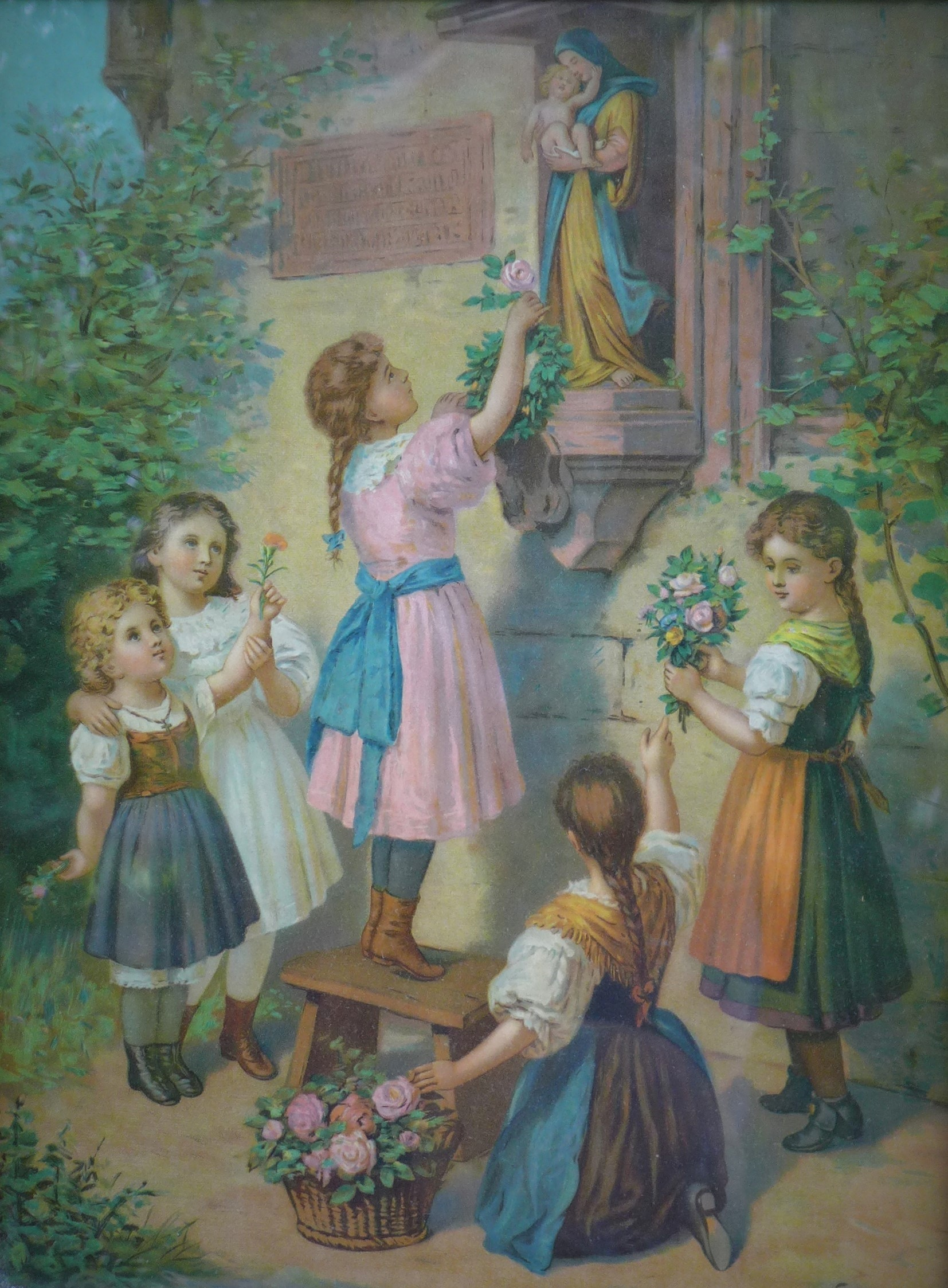
Religiöses Erbauungsbild vom Ende des 19. Jahrhunderts zur Propagierung der Ehrung Marias im Mai durch floralen Schmuck

Ab dem 18. Jahrhundert erhielten die Frömmigkeitsformen des Maigebetes marianische Prägung. Dabei wurde das Motiv der Pflanzenblüte aufgegriffen, wobei man diese bald auf die Blumenblüte reduzierte. Damit ging die ursprüngliche Bitte, aus der Pflanzenblüte möge eine essbare Feldfrucht reifen, verloren. Unter Bezugnahme auf die Blütenmotivik des Hohenliedes (Hld 2,1–2 ) wurden die Maigebete und der Maimonat als Blüten- und Blumenmonat in zunehmend besonderer Weise der Gottesmutter Maria gewidmet.
Die marianischen Maiandachten hatten ihren Ursprung 1784 in Ferrara in der Kirche der Kamillianer, wo öffentlich den ganzen Monat hindurch Marienandachten abgehalten wurden.
Bereits für das Jahr 1747 ist belegt, dass der Erzbischof von Genua, Giuseppe Maria Saporiti, die Maiandachten als Hausandachten besonders empfahl. In Rom war die Feier der Maiandachten bis 1813 in etwa 20 Kirchen üblich.
Die Maiandachten gelangten von Italien über die Schweiz, Frankreich und Belgien nach Deutschland und Österreich. Besonderer Förderer war der aus dem lothringischen Longwy/Langich stammende Jesuit Pierre Doré (1733–1816), der die Maiandachten in Italien kennengelernt hatte. Die Verbreitung der Andachten sind im Zusammenhang mit der Restaurationsbewegung nach den antikirchlichen Wirren der Französischen Revolution zu sehen. Sie wurden zeitgenössisch als kirchliches Gegenstück zu den früheren Frühlingsfeiern der Französischen Revolution gedeutet.
Die öffentlichen Maiandachten breiteten sich nun – getragen von einer breiten Befürworterschaft innerhalb der katholischen Bevölkerung – in ganz Europa aus und entwickelten sich parallel zu den Marienwallfahrten. Von Irland aus gelangten die Maiandachten nach Amerika. Obwohl der Mai auf der Südhalbkugel der Erde in die Wintermonate fällt, wurden die Maiandachten in der zweiten Hälfte des 19. Jahrhunderts auch dort durch katholische Missionare populär gemacht. Am 1. Mai 1841 feierten französische Ordensfrauen der Schwestern vom Guten Hirten im Konvent Haidhausen bei München die erste Maiandacht auf deutschem Boden. Für 1842 ist sie in Aachen bezeugt, und bis 1860 hatte sie sich in der katholischen Bevölkerung zur bedeutendsten marianischen Andachtsform entwickelt. Seit etwa 1860 setzten sich allenthalben die sonntäglichen „Maipredigten“ als weiteres Kennzeichen des Marienmonats durch.
Im 19. Jahrhundert erschienen zahlreiche Bücher für die Feier der Maiandacht. Dabei handelte es sich um Privatgebetbücher, die aber auch für den Gebrauch im öffentlichen Gottesdienst angelegt waren und in der Regel das Imprimatur, die kirchliche Druckerlaubnis des zuständigen Bischofs, erhielten. Maßgebliche historische Privatgebetbücher stammten von den Jesuiten Annibale Donese († 1754), Francesco Lalomia (1727–1789), Alfonso Muzzarelli (1749–1813) und Louis Debussy (1788–1822). Weitere wichtige und weitverbreitete Privatgebetbücher zur Abhaltung von Maiandachten schrieben Vincenzo Pallotti (1795–1850), Johannes Bosco (1815–1888) sowie John Henry Newman (1801–1890). Zur kirchenmusikalischen Gestaltung wurden zahlreiche Marienlieder gedichtet und vertont.
Maßgeblich für den deutschsprachigen Bereich war hierbei im 19. Jahrhundert der Schriftsteller und Publizist Guido Görres, Sohn des katholischen Publizisten Joseph Görres, mit seiner 1842 auf einer Italienreise nach italienischem Vorbild entstandenen Sammlung von Marienliedern, die er dem im gleichen Jahr verstorbenen Schriftsteller Clemens Brentano widmete. In den späteren Auflagen von 1844 und 1853 wurde der Marienzyklus stark erweitert. Den Mariendichtungen, in denen sich ein Lyrisches Ich als Stellvertreter der gesamten katholischen Christenheit in Gruß-, Lob- und Bittgedichten an die Gottesmutter wendet, wohnt ein volksliedhafter Charakter inne, wodurch sie in den deutschen Liederschatz eingegangen und bis heute bekannt geblieben sind. In seiner erweiterten Fassung umfasst der Marienandachtszyklus, der der romantischen Tradition verhaftet ist, 31 Gedichte für jeweils einen Maientag. Eine spezifische Chronologie in Bezug auf das Marienleben ist dabei nicht erkennbar. Maria wird im Maizyklus von Görres als ehrwürdige Jungfrau und Gottesmutter, als helfende Zuflucht in Gefahr und Not, als Himmelskönigin und häufig als Regina pacis gepriesen. Ihre Rolle als Fürsprecherin der Sünder oder Mediatrix tritt dabei eher in den Hintergrund. Weitere Mariengedichte sind unter dem Titel „Blumen zur Nachfeier“ im Werk enthalten. Inhalt sind marianische Gebete, zum Beispiel von Birgitta von Schweden oder Maria Stuart, die Maria als Königin der himmlischen Heerscharen und als Mater Dolorosa huldigen. Die Texte der Marienlieder von Guido Görres wurden mehrfach vertont und werden regional auf verschiedene Melodien gesungen.
Diese marianischen Lieder und später auch Gebete und ganze Andachtskonzeptionen für die Marienandacht fanden Eingang in einige Diözesan-Gesang- und Gebetbücher. Im nachkonziliaren, 1975 erschienenen deutschen Einheitsgesangsbuch Gotteslob ist keine Maiandacht mehr enthalten. Das weitverbreitete Lied Maria, Maienkönigin von Guido Görres wurde in veränderter Form in einige Diözesananhänge des 2013 neubearbeiteten Gotteslob aufgenommen. Dabei wurden die ersten Strophen im Wesentlichen unverändert übernommen, es finden sich jedoch häufig ergänzend neu gedichtete Strophen, die einer stärker christologisch, trinitarisch und ekklesiologisch ausgerichteten Theologie Rechnung tragen.

### Hochphase im „Marianischen Jahrhundert“
Die Hochphase der Maiandachten fällt in die Zeit des sogenannten „Marianischen Jahrhunderts“ zwischen 1850 und 1950, der Zeit zwischen der Verkündigung der beiden Mariendogmen von der unbefleckten Empfängnis Mariens (1854) und der leiblichen Aufnahme Mariens in den Himmel (1950).
Die Verkündigung des Dogmas von der unbefleckten Empfängnis Mariens durch Papst Pius IX. am 8. Dezember 1854 in der Bulle Ineffabilis Deus (‚Der unaussprechliche Gott‘) sowie die amtskirchliche Anerkennung der Marienerscheinungen von Lourdes des Jahres 1858 vor Bernadette Soubirous beförderten die Verbreitung der Maiandachten in Kirchen und Kapellen, im privaten Raum sowie vor den allenthalben errichteten Lourdesgrotten. Während der Zeit des antikatholischen Kulturkampfes im Deutschen Kaiserreich erlebten die Maiandachten einen enormen Aufschwung und boten Raum für religiös verbrämten kirchlichen Protest gegen den repressiven Staat.
Während der beiden Weltkriege des 20. Jahrhunderts empfahlen die Päpste Benedikt XV. (1915) und Pius XII. (1939) die Maiandachten als besondere Gelegenheit, um für den Frieden zu beten. Besonders die Kinder sollten sich an diesen Andachten beteiligen. Papst Pius XII. betonte diesen Friedensaspekt der Maiandachten regelmäßig während des gesamten Zweiten Weltkrieges. In der päpstlichen Enzyklika Mediator Dei vom 20. November 1947 wurde die Maiandacht als Frömmigkeitsübung empfohlen. Seit 1950 geht von der „Madonna von Altenberg“ im Altenberger Dom bei Köln eine Lichtstafette des Friedens, genannt „Altenberger Licht“, aus. Die 1530 entstandene Marienskulptur wird seit den 1930er-Jahren als „Königin des Bundes“, der katholischen Jugendarbeit in Deutschland, verehrt.
Papst Pius XII. legte zum Abschluss des Marianischen Jahres 1954 mit der Enzyklika Ad caeli reginam das Ideenfest Maria Königin für die Gesamtkirche auf den 31. Mai. Vorher war es seit der Mitte des 19. Jahrhunderts in einzelnen Ordensgemeinschaften und Diözesen begangen worden. Seit 1969 wird es am 22. August begangen. Pius XII. warnte in derselben Enzyklika vor allzu gefühlsbetonter „Geistesenge“ in der marianischen Frömmigkeit.
Papst Paul VI. empfahl das öffentliche Gebet um den Frieden in seiner am 29. April 1965 veröffentlichten Enzyklika Mense Maio, angesichts des Höhepunktes des Kalten Krieges und des Vietnamkriegs, aber auch für einen guten Ausgang und bleibende Wirkung des Zweiten Vatikanischen Konzils. Insgesamt widmete er Maria zwei Enzykliken (Mense Maio, 1965 und Christi matri rosarii, 1966) sowie drei Apostolische Schreiben ( Signum magnum, 1967, Recurrens mensis october, 1969, und Marialis cultus), in denen er großen Wert auf eine Reform der marianischen Andachtsübungen im Sinne der Vorgaben des 1965 beendeten Konzils legt.
Aktuell habe die Maiandacht, so die Meinung der Theologen Kurt Küppers und Horst Rzepkowski, nach der Umbruchsphase des Zweiten Vatikanischen Konzils in der Frömmigkeit der deutschen katholischen Bevölkerung sowie in der kirchlichen Kunst kaum noch eine besondere Bedeutung.

### Floral- und Gartenallegorik

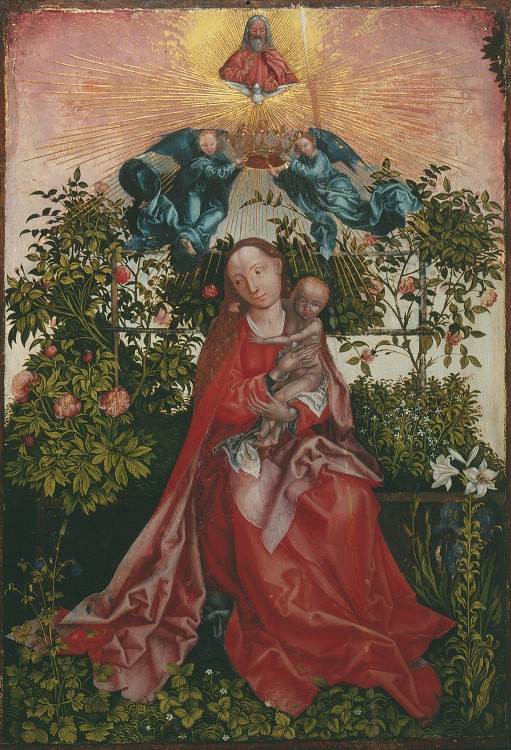
Bostoner Kopie-Variante der „Madonna im Rosenhag“ von Martin Schongauer in der Dominikanerkirche Colmar: Maria mit dem Jesuskind auf einer Rasenbank-Laube inmitten eines Gartens mit Pfingstrosen, Rosen, Lilien und zahlreichen anderen Blumen als Komposition der Motive der "Madonna dell'Umiltà" (Madonna der Demut), des Paradiesgärtlein sowie des Hortus conclusus

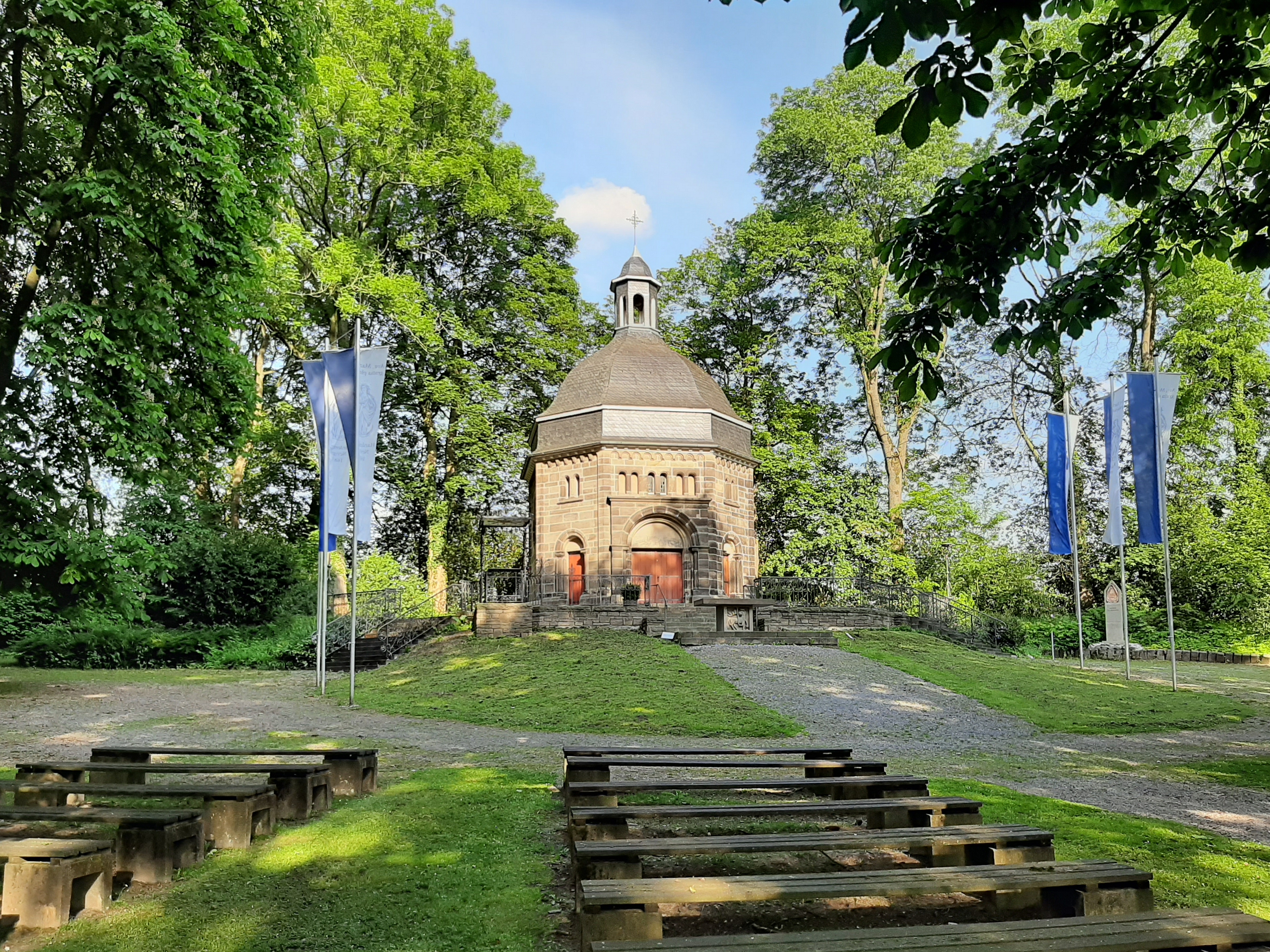
Marianischer Park Marienberg in Neviges

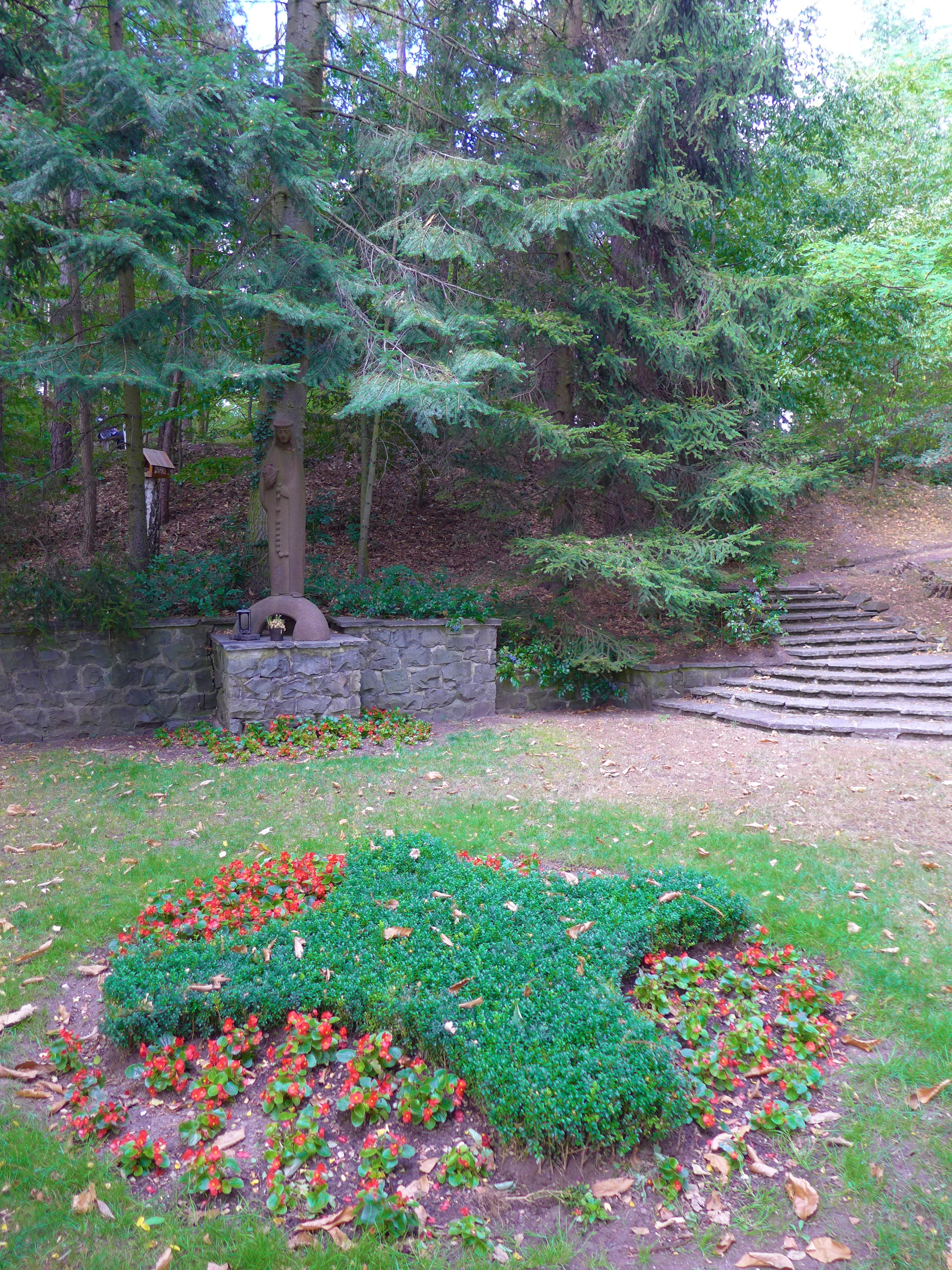
Fátima-Garten innerhalb des Marienparks Hasenberg

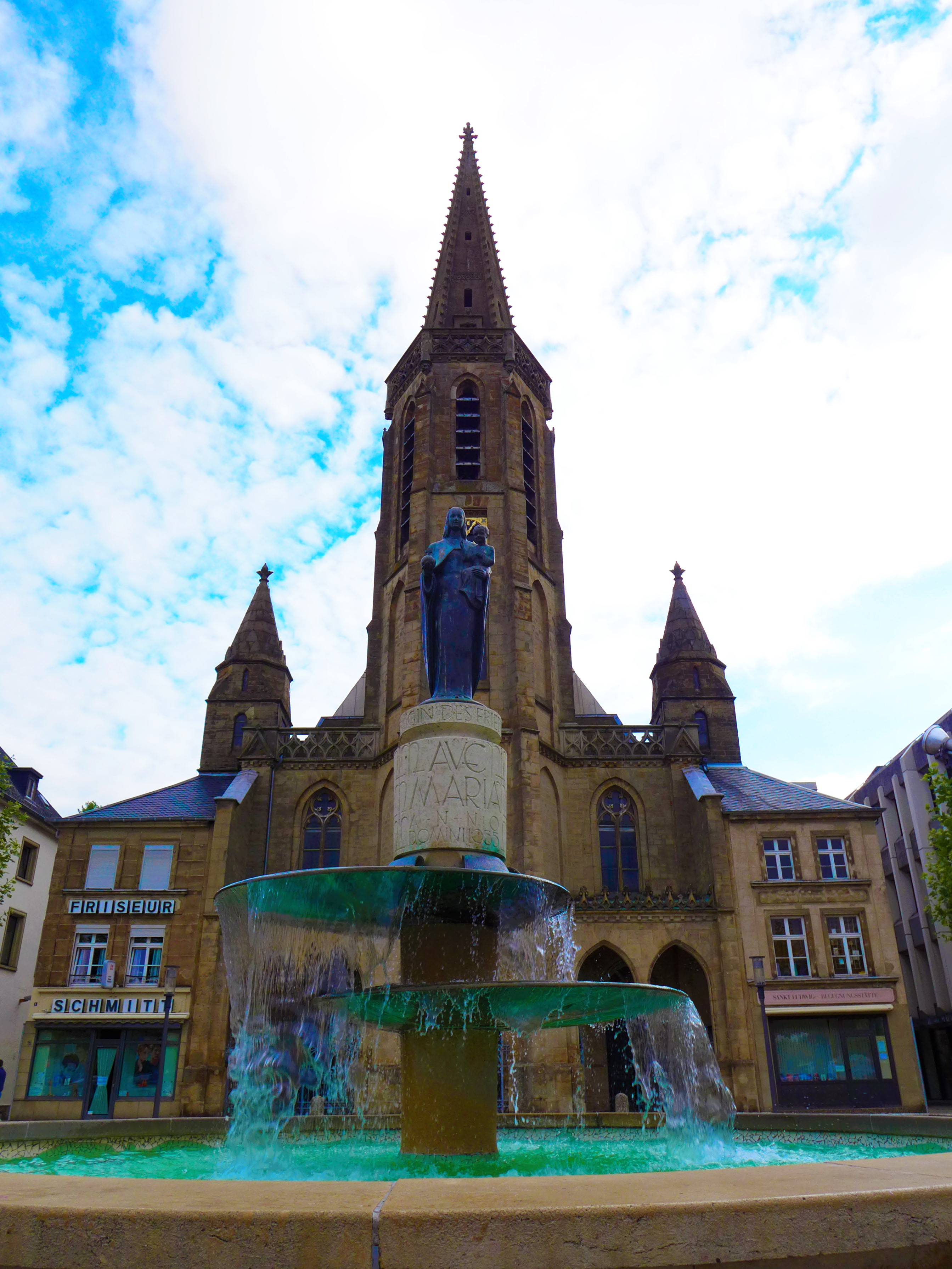
Saarlouiser Marienbrunnen

Im marianischen Maibrauchtum ist die Verehrung der Gottesmutter stark mit Motiven aus der Floral- und Gartenallegorik verbunden. Maialtäre, Maialtärchen, Lourdesgrotten und Mariengärten werden mit Pflanzen und Blumen zu Ehren Marias geschmückt. Dabei wird die Mutter Christi um Christi willen geehrt und gepriesen. In der christlichen Tradition wird Maria unter besonderer Bezugnahme auf das Hohelied (Hld 2,1–2 ) und das Buch Jesus Sirach (Sir 24,13–19 ) bereits früh mit vielerlei Blumen und Pflanzen verglichen. Seit dem Mittelalter mit seinem erwachenden Naturgefühl breitete sich die Blumen- und Pflanzensymbolik im Bezug auf Maria stark aus. Die marianische Floralsymbolik wurde besonders in den Frauenklöstern zur Blütezeit der Deutschen Mystik und in der Predigtpraxis zur Anwendung gebracht. Zahlreiche Blumen- und Pflanzenarten kamen dabei hinsichtlich der marianischen Symbolik zur Anwendung. Die der Gottesmutter beigegebenen Blumen sind in erster Linie seit der mittelalterlichen Predigtliteratur als Symbole von Tugenden aufzufassen. So steht etwa die Lilie für Keuschheit und Jungfräulichkeit, das Veilchen für Demut, die weiße Rose für das reine Magdtum, die rote Rose für die vollkommene Liebe, aber auch für die Freuden und Schmerzen der Gottesmutter. Sämtliche Blüten sind im marianischen Motiv des Paradiesgärtleins vereinigt, das als Hortus conclusus anzusehen ist.
Das Bildmotiv des Hortus conclusus mit der zugehörigen Pflanzenmotivik, das in der Allegorik der Maiandachten immer wieder auftaucht, geht auf Interpretationen des Hohenliedes des Alten Testamentes zurück, wo es heißt:
Ein verschlossener Garten ist meine Schwester Braut, ein verschlossener Born, ein versiegelter Quell. An deinen Wasserrinnen – ein Granatapfelhain mit köstlichen Früchten, Hennadolden samt Nardenblüten, Narde, Krokus, Gewürzrohr und Zimt, alle Weihrauchbäume, Myrrhe und Aloe, allerbester Balsam. Die Quelle des Gartens bist du, ein Brunnen lebendigen Wassers, das vom Libanon fließt. Nordwind, erwache! Südwind, herbei! Durchweht meinen Garten, lasst strömen die Balsamdüfte! Mein Geliebter komme in seinen Garten und esse von seinen köstlichen Früchten! (Hld 4,12–16 ).
Der ganze Abschnitt des Hohenliedes (Hld 4,12–5,1) preist dichterisch die Vorzüge der Braut im Bild eines herrlichen Gartens. Bereits in der jüdischen Exegese wurde dies als Metapher für das liebende Verhältnis zwischen Gott und seinem Volk Israel verstanden. Im Christentum modifizierte man die Deutung des Hoheliedes nun auf das Verhältnis des Christentums zu Gott. Als man Maria als Urbild der Kirche zu interpretieren begann, wurde das Bild vom verschlossenen Garten nun auch auf die Gottesmutter bezogen. Erstmals deutet der Exeget, Mystiker und Liturgiekommentator Rupert von Deutz den verschlossenen Garten in seinem Hohenliedkommentar als Gleichnis der Jungfräulichkeit Mariens. Das Gartenmotiv als neues marianisches Sinnbild hatte große Auswirkung auf Dichtung und Kunst. Besonders im späten 14. und im 15. Jahrhundert entfaltete sich der Garten als marianisches Bildthema, wie das der Madonna im Rosenhag oder das des Paradiesgärtleins und beeinflusste den literarischen Topos vom Locus amoenus.
Weitere alttestamentliche Garten-Motive wie die Paradieseserzählung mit dem Garten Eden (Gen 2-3 ), das „Weinberglied“ im Buch Jesaja (Jes 5,1–7 ) sowie die Erzählung vom Garten der Susanna (Dan 13 ) werden in der Tradition der exegetischen Präfigurationstheologie auf Maria gedeutet: Der negative Charakter der Sündhaftigkeit dieser drei im Alten Testament geschilderten Gärten wird dabei in der Jungfrau und Gottesmutter als antithetisch gewendet betrachtet. Auch in verschiedenen Visionen von mittelalterlichen Mystikern taucht diese Garten-Symbolik auf.
Seit dem späten Mittelalter engt sich die marianische Floralsymbolik weitgehend auf Rosen und Lilien ein, bleibt aber in ihrer ursprünglichen Fülle noch in der Kräuterweihe am Hochfest Mariä Himmelfahrt am 15. August brauchtumsmäßig bis heute erhalten.
In diesem Zusammenhang symbolisieren weiße Madonnen-Lilien Mariens Jungfräulichkeit und die dornenlose Rose ihre unerschöpfliche Barmherzigkeit. Im alttestamentlichen Hohenlied wird die Lilie mit der körperlichen Schönheit der Braut und des Bräutigams verglichen. (Hld 2,1f , Hld 4,5 , Hld 5,13 , Hld 6,2 , Hld 7,3 ). Auch zahlreiche weitere Bibelstellen preisen die Schönheit und den Wohlgeruch der Lilie, sodass es in der christlichen Tradition nahe lag, Maria mit der weißen Lilie in Verbindung zu bringen und die Gottesmutter in diesem Sinn als Inbegriff der Reinheit und der makellosen Schönheit zu betrachten. Das in Orationen und geistlichen Dichtungen wiederholt genannte strahlende Weiß der Lilienblüte steht dabei für die Unberührtheit Mariens.
Das Rosen-Motiv gilt seit jeher aufgrund seiner Schönheit und des Duftes als Attribut der Liebe, der Jugend, des Frühlings sowie als Zeichen des Paradieses. Im Hinblick auf Maria war besonders das Alte Testament entscheidend für die diesbezügliche Zuordnung der Rose in ihrer Bedeutungsvielfalt. Grundlagen für eine bildliche Zuordnung bildete der Vergleich der göttlichen Weisheit mit der in Jericho gepflanzten Rose (Sir 24,14 ) sowie die Weissagung, dass aus der Wurzel Jesse ein Reis entspringen werde (Jes 11,1 ). Darüber hinaus wurden die Dornen der Rose als Symbol der Paradies-Sünde angesehen, über denen sich die dornenlose Blüte der makellosen Jungfräulichkeit triumphierend erhebt. Aus der „Lilie unter Disteln“ des Hohenliedes (Hld 2,2 ) wurde in der christlichen Interpretation die „Rose unter Dornen“ als Symbol der unbefleckten Empfängnis Mariens. Wie die Rosen des Paradieses der Legende nach keine Dornen hatten – diese bildeten sich erst nach dem Sündenfall Evas – so sei Maria von Anfang an als „Immaculata“ frei von der Erbsünde. Die dornenlose Pfingstrose entwickelte sich in diesem Zusammenhang zu einem bevorzugten Mariensymbol. Das Wunder der Menschwerdung Jesu Christi in der Jungfrau Maria führte zur Anrufung Mariens als „Rosa mystica“ (lateinisch für ‚geheimnisvolle Rose‘) in der Lauretanischen Litanei. Auch die traditionelle Bedeutung der Rose als „Königin der Blumen“ entwickelte sich zum Attribut Mariens als Himmelskönigin. Der „Hortus conclusus“, in dem Maria sitzt, ist in künstlerischen Darstellungen oft mit Rosen bepflanzt.
In diesem Zusammenhang ist auch die Praxis der Anlegung von marianischen Gärten zu nennen. Diese entstanden zuerst in Klöstern im mittelalterlichen Europa. Als eine der größten Anlagen dieser Art in Deutschland aus der Zeit des 19. und der ersten Hälfte des 20. Jahrhunderts wäre der Marienberg in Neviges zu nennen. Er ist als Stationsweg angelegter Wallfahrtsweg (auch: Marienweg, Rosenkranzweg oder Rosenkranzpark) mit 20 bebilderten Stationen gestaltet, deren Motive dem Rosenkranz entnommen sind. Der wachsende Erfolg der Marienwallfahrt Neviges war der Anlass ein Gelände auf dem Hellersberg nahe der Wallfahrtskirche zu erwerben und es zu einer Parkanlage mit Prozessionswegen ausbauen zu lassen. Zwischen 1913 und 1936 wurden Rosenkranzstationen aufgestellt sowie auf dem höchsten Punkt des Berges im Jahr 1922 die von Peter Klotzbach entworfene Marienkapelle errichtet.
Als eine der größten dieser Gartenanlagen in Deutschland aus der zweiten Hälfte des 20. Jahrhunderts wäre etwa der von Künstlern wie Oskar Holweck und Heinrich Kirchner mit Skulpturen, Plastiken, Mosaiken und Brunnenanlagen gestaltete Marienpark Hasenberg zu nennen. Seine Erbauung fiel zeitlich zusammen mit dem Marianischen Jahr, das Papst Pius XII. am 8. September 1953 mit der Enzyklika Fulgens corona verkündet hatte. Es erinnerte an das Jahrhundertjubiläum der feierlichen Verkündigung des Dogmas der Unbefleckten Empfängnis im Jahr 1854 durch Papst Pius IX. sowie an das von Pius XII. im Jahr 1950 verkündete Dogma von der leiblichen Aufnahme Mariens in den Himmel. Die marianische Anlage des Ensdorfer Hasenberges gehört zu einer ganzen Reihe von marianischen Denkmälern im Saarland, die anlässlich des marianischen Jahres entstanden, wie etwa der Saarlouiser Marienbrunnen aus dem Jahr 1955, dessen Widmung an Maria als Königin des Friedens sich auf die päpstliche Enzyklika Auspicia quaedam vom 1. Mai 1948 bezieht. Pius XII. hatte in diesem Rundschreiben für den Monat Mai zum Gebet für den Weltfrieden aufgerufen. Da der bewaffnete Konflikt um Palästina eskalierte, forderte der Pontifex die Gläubigen auch für die Lösung des Palästinaproblems zum Friedensgebet auf. Dieses sollte dem Unbefleckten Herzen Mariens geweiht werden.

## Formen
Die Maiandacht und die damit verbundene marianische Frömmigkeit waren auf zweifache Weise in der gemeindlichen Gebetspraxis verankert: als häusliches Familiengebet und als kirchlicher Gottesdienst. Diese doppelte Feierform blieb fortan gängig. Üblich wurden tägliche Maiandachten und besonders festliche ausgestaltete Feiern am Anfang und Ende des Maimonats sowie an Maisonntagen und an Hochfesten im Mai (z. B. Christi Himmelfahrt und Pfingsten). Als Zeitpunkt der Feiern konnte sich zunehmend der frühe Abend durchsetzen, um Bauern und Arbeitern, Dienstboten und Schülern die Teilnahme an den Maiandachten zu erleichtern. Als Dauer der Feier mit Gesang, Predigt und Gebeten (hier besonders die Lauretanische Litanei) spielte sich eine Zeit zwischen einer halben und einer Stunde ein. Schriftlesungen, Lieder, Gebete und Predigt stellen als Gestaltungselemente der Andacht das Heilswirken Gottes im Leben Mariens in den Mittelpunkt. Wird die Andacht von einem Priester oder einem Diakon geleitet, kann am Ende ein sakramentaler Segen erteilt werden.

## Liturgischer und theologischer Stellenwert
Die Praxis eines „Marienmonats“ und des dazugehörenden Brauchtums entwickelte sich parallel und oft mit wenig Bezug zur offiziellen römisch-katholischen Liturgie, die für die katholische Kirche die „normative Form des christlichen Kultes“ darstellt. Aus Sicht der Kirchenleitung entstanden und entstehen daraus liturgie-pastorale Probleme, die beachtet werden sollten. Maiandachten gelten als fromme Übungen (Andachtsübungen, pia exercitia) im Sinne des Zweiten Vatikanischen Konzils.
Das Konzil unterscheidet zwischen „liturgischer Verehrung“ Mariens in der heiligen Messe und dem Stundengebet an den Festen der Gottesmutter und „Gebräuchen und Übungen der Andacht zu ihr, die im Laufe der Jahrhunderte vom kirchlichen Lehramt empfohlen wurden“, zu denen auch die Maiandacht gehört. Im letzten Kapitel seiner Kirchenkonstitution Lumen gentium von 1964, das der Gottesmutter Maria gewidmet ist, fordert das Konzil, sich „jeder falschen Übertreibung wie zu großer Geistesenge bei der Betrachtung der einzigartigen Würde der Gottesmutter sorgfältig zu enthalten“, da „wahre Andacht weder in unfruchtbarem und vorübergehendem Gefühl noch in irgendwelcher Leichtgläubigkeit besteht, sondern aus dem wahren Glauben hervorgeht“. Die marianische Frömmigkeit müsse immer auf Jesus Christus bezogen sein und sich an der Bibel, den Schriften der Kirchenväter und Kirchenlehrer ausrichten. Das Konzil bezog sich dabei auf Mahnungen, die bereits Papst Pius XII. 1954 in seiner Enzyklika Ad caeli reginam zum Ausdruck gebracht hatte.
Die römisch-katholische Theologie hat im Rahmen der Liturgiereformen des 20. Jahrhunderts auch die Schwerpunkte der Liturgie und des Kirchenjahres überdacht. Das Zweite Vatikanische Konzil hat aufgrund neuer Forschungen den Gedanken des Pascha-Mysteriums als traditionelles theologisches Motiv wiedergewonnen und zur Geltung gebracht, dessen Kern das heilsgeschichtliche Geschehen von Tod, Auferstehung und Himmelfahrt Jesu Christi und die Sendung des Heiligen Geistes an Pfingsten bildet. Die zentralen Herrenfeste in der Zeit zwischen Ostern und Pfingsten fallen in die Monate April bis Juni und sollen daher nach dem Willen des Konzils gegenüber einer übertriebenen Marienfrömmigkeit wieder stärker betont werden.
So bestimmt das Direktorium über die Volksfrömmigkeit und die Liturgie der vatikanischen Kongregation für den Gottesdienst und die Sakramentenordnung von 2001, dass es wegen der „Problematik“ des „im Westen vorherrschenden Brauchs, den Mai als ‚marianischen Monat‘ zu begehen“, notwendig sei, „einige Erfordernisse der Liturgie, die Erwartungen der Gläubigen und ihre Glaubensreife in den Blick zu nehmen“. Der Mai als Marienmonat solle nicht abgeschafft werden, da dadurch die Gläubigen verwirrt werden könnten. Angeregt wurde, im Rahmen einer Gesamtpastoral „die Inhalte des ‚marianischen Monats‘ mit der entsprechenden Zeit des liturgischen Jahres zu vereinen“ und zum Beispiel während des Monats Mai, der zum Großteil mit den fünfzig Tagen der Osterzeit zusammenfalle, in den Andachtsübungen „die Teilnahme der Jungfrau am Ostergeheimnis und am Pfingstereignis (vgl. Apg 1,14 ) deutlich zu machen (vgl. Joh 19,25-27 ), an dem der Weg der Kirche beginnt: ein Weg, den sie, teilhabend am neuen Leben des Auferstandenen, unter der Führung des Geistes zurücklegt“.
Als angemessene Formen einer heilsgeschichtlich orientierten marianischen Frömmigkeit gelten heute:
- Wort-Gottes-Feiern als „betendes Hören des Wortes Gottes“, da es „Ausdruck einer besonderen Hochachtung vor der Jungfrau Maria [sei], wie sie selbst auf das Wort Gottes zu hören“ (vgl. Lk 2,19.51 EU);
- das Beten des Engel des Herrn als „Erinnerung des Heilsereignisses, dass nach dem Plan des Vaters das Wort durch den Heiligen Geist im Schoß der Jungfrau Maria Mensch geworden ist“;
- das Regina caeli, das „das Geheimnis der Menschwerdung des Wortes (Christus, den du zu tragen würdig warst) mit dem Osterereignis (er ist erstanden, wie er sagte)“;
- der Rosenkranz, „ein Gebet biblischen Charakters, das sich um die Betrachtung der heilbringenden Ereignisse des Lebens Christi dreht, mit denen die jungfräuliche Mutter eng vereint war“;
- die Lauretanische Litanei und die Litanei zur Krönung eines Marienbildes[39]

### Marienfeste im Mai

#### Gedenktag Unserer Lieben Frau von Fátima
Die drei portugiesischen Hirtenkinder Lúcia dos Santos und die Geschwister Jacinta und Francisco Marto behaupteten, dass ihnen am 13. Mai 1917 auf einem Feld bei Fátima die Jungfrau Maria erschienen sei. Bei einer weiteren Erscheinung am 13. Juli seien ihnen drei Botschaften, die drei Geheimnisse von Fátima, geoffenbart worden. Am 13. Mai 1930 wurden die Erscheinungen von José Alves Correia da Silva (1852–1957), dem Bischof von Leiria, für glaubwürdig erklärt und die öffentliche Verehrung „Unserer Lieben Frau von Fátima“ an diesem Ort gestattet. 2002 wurde der Jahrestag „Gedenktag der seligen Jungfrau Maria von Fátima“ (Memoria Beatae Mariae Virginis de Fátima) in den römisch-katholischen Generalkalender aufgenommen und kann als „memoria ad libitum“ d. h. als nichtgebotener Gedenktag gefeiert werden.

#### Maria, Hilfe der Christen
Im Jahr 1814 führte Papst Pius VII. für den 24. Mai das Fest Maria, Hilfe der Christen als Dank für die Befreiung aus der napoleonischen Gefangenschaft nach der Abdankung Napoleons ein. Es wird auch Schutzmantelfest genannt. Ein ähnliches Fest der orthodoxen Kirchen liegt im julianischen Kalender am 1. Oktober, dort nennt man es Mariä Schutz und Fürbitte. „Maria, Hilfe der Christen“, abgekürzt „Mariahilf“ (lateinisch: Maria, auxilium Christianorum), ist eine Anrufung aus der Lauretanischen Litanei. Sie wurde in die Litanei im Jahr 1571 durch Papst Pius V. zum Dank für den Sieg der Heiligen Liga über das Osmanische Reich bei Lepanto eingefügt. Das Fest ist nicht mehr im Römischen Generalkalender des Kirchenjahres enthalten, wird aber vom Orden der Salesianer Don Boscos als Hochfest begangen.

#### Maria Königin
Papst Pius XII. legte zum Abschluss des Marianischen Jahres 1954, der Jahrhundertfeier der Verkündigung des Dogmas der unbefleckten Empfängnis Mariens, mit der Enzyklika Ad caeli reginam das Ideenfest Maria Königin für die Gesamtkirche auf den 31. Mai. Vorher war es seit der Mitte des 19. Jahrhunderts in einzelnen Ordensgemeinschaften und Diözesen begangen worden. Der römische Generalkalender verlegte im Jahr 1969 das Fest auf den 22. August, den Oktavtag des Hochfestes Mariäe Himmelfahrt, zu dem es in innerer Beziehung steht.

#### Mariä Heimsuchung
Im Jahr 1969 wurde statt des Maria-Königin-Festes das Fest Mariä Heimsuchung als neues Abschlussfest des Marienmonats vom 2. Juli (unpassenderweise nach dem Geburtsfest Johannes des Täufers) auf den 31. Mai verlegt. Im Regionalkalender für das deutsche Sprachgebiet blieb wegen der tiefen Verwurzelung des alten Datums und vieler Kirchenpatrozinien der 2. Juli erhalten.

#### Unbeflecktes Herz Mariä
Der früher am 22. August gefeierte Gedenktag des Unbefleckten Herzens Mariä wurde auf den Tag nach dem Hochfest des Heiligsten Herzens Jesu gelegt und wird somit am dritten Samstag nach Pfingsten begangen. Der Termin ist abhängig vom Datum des Osterfestes und fällt frühestens auf den 29. Mai und somit ganz selten in den Monat Mai.

#### Maria, Schutzfrau Bayerns
Die Verehrung Marias als „Patrona Bavariae“ geht auf die Jahre 1615/1616 zurück, als
der bayerische Herzog Maximilian I. im Zusammenhang mit der Errichtung einer Marienstatue mit der Inschrift „Patrona Boiariae“ an der Münchener Residenz die Gottesmutter zur Schutzfrau des Herzogtums Bayern proklamierte. Diese Weihe erneuerte er mit der Errichtung der Münchener Mariensäule während des Dreißigjährigen Krieges im Jahr 1638.
Der bayerische König Ludwig III. wandte sich während des Ersten Weltkriegs an Papst Benedikt XV. mit der Bitte, der Heilige Stuhl möge Maria in besonderer Weise zur Schutzpatronin des Königreiches Bayern erklären und ein bayerisches Marienfest zulassen. Papst Benedikt XV. gewährte beide Bitten am 26. April 1916, und bereits am 14. Mai desselben Jahres feierte man das Fest mit einer zugehörigen Oktav erstmals in München. Ab dem Jahr 1917 wurde das Fest der „Patrona Bavariae“ am 20. Mai in sämtlichen bayerischen Diözesen feierlich begangen. Der heute gebräuchliche Termin, der 1. Mai, wurde von der Freisinger Bischofskonferenz im Jahr 1970 eingeführt und wird von den bayerischen Diözesen als Hochfest begangen.

#### Muttergottesoktav der „Consolatrix Afflictorum“
Seit einer ersten Wunderheilung vor einem Marienbild in Luxemburg im Jahr 1639 findet jedes Jahr dort die Muttergottesoktav, das heißt die Wallfahrt zum Gnadenbild der Muttergottes als „Trösterin der Betrübten“ statt. Von 1651 bis 1920 wurde die Muttergottesoktav in den Wochen zwischen dem vierten und fünften Sonntag der Osterzeit, seit 1921 als Doppel-Oktav zwischen dem dritten und fünften Sonntag der Osterzeit gefeiert. Das Gnadenbild befindet sich heute in der Luxemburger Kathedrale. „Trösterin der Betrübten“ ist die deutsche Übersetzung des Titels „Consolatrix afflictorum“, der Maria als Mutter Jesu neben vielen anderen in der Lauretanischen Litanei zugedacht wird. Zu der Anrufung gibt es keinen allgemein gültigen Festtag. Somit hängt der Gedenktag der Verehrung vom örtlichen Patrozinium und der Überlieferung der Wundertätigkeit ab. Der lothringische Jesuit Jakob Brocquart (1588–1660) hatte die Errichtung eines Marienheiligtums in Luxemburg im Jahr 1625 begonnen. Die feierliche Einweihung fand 1628 statt. Die „Consolatrix Afflictorum“ wurde im Jahr 1678 durch die Ständeversammlung mit einer Bestätigung von Papst Innozenz XI. als Schutzpatronin des Herzogtums Luxemburg erwählt. Der feierliche Staatsakt fand am 2. Juli 1679 statt. Die Verehrung der Luxemburger „Consolatrix Afflictorum“ begründete mehrere Tochterwallfahrten: Kevelaer (1642), Arlon (1655), Baslieux (1664), Werl (1661) und zahlreiche andere.

#### Gedenktag „Maria, Mutter der Kirche“
Papst Franziskus bestimmte 2018 den Pfingstmontag, der in den meisten Jahren in den Mai fällt, für die ganze Kirche zum „Gedenktag der seligen Jungfrau Maria, Mutter der Kirche“ (Memoria Beatae Mariae Virginis, Ecclesiae Matris). Das Zweite Vatikanische Konzil hatte das Abschlusskapitel seiner Kirchenkonstitution Lumen gentium Maria gewidmet und sie, einer langen theologischen Tradition entsprechend, als „Mutter der Kirche“ bezeichnet: „Die katholische Kirche verehrt sie, vom Heiligen Geist belehrt, in kindlicher Liebe als geliebte Mutter.“

## Maialtar

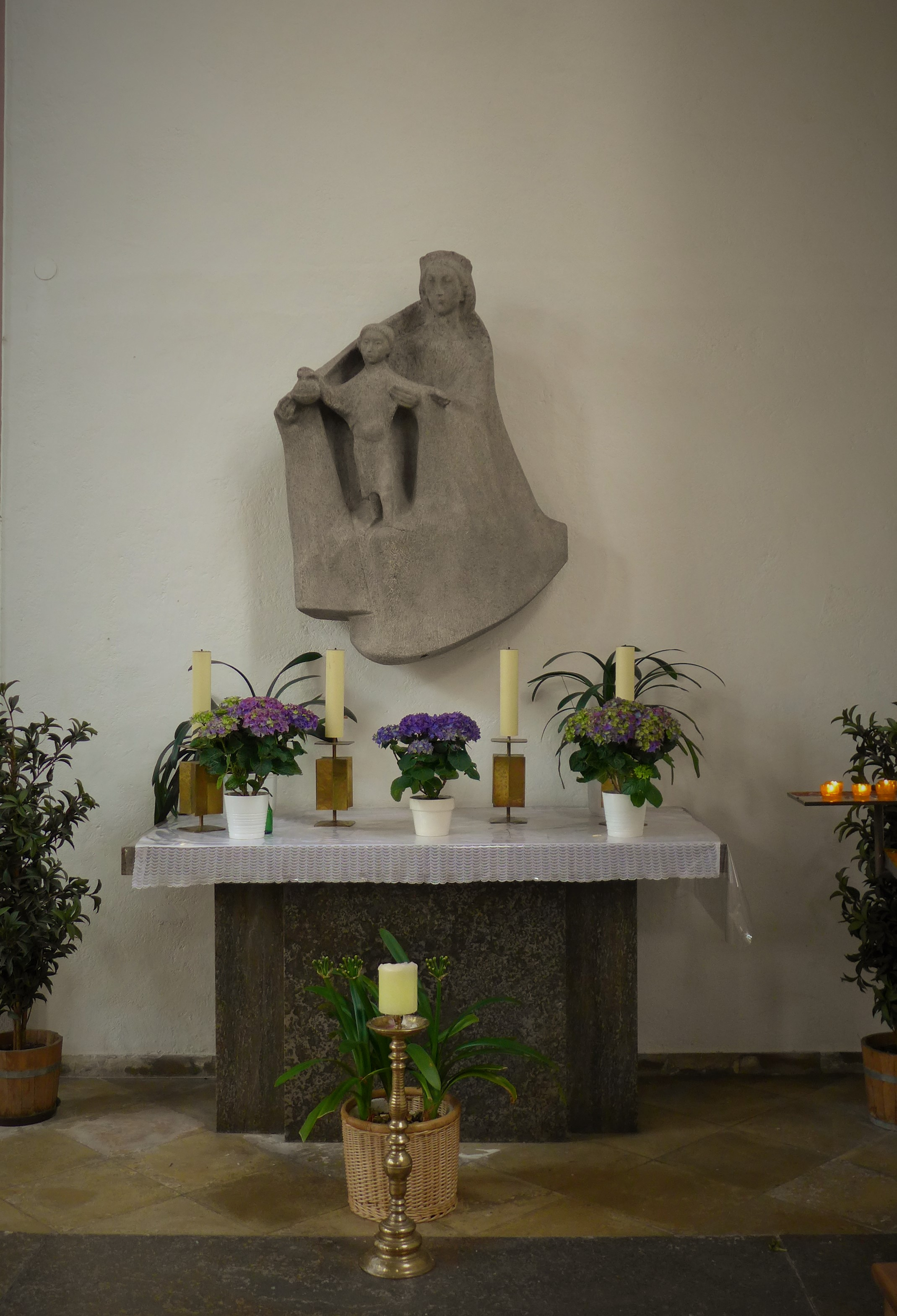
Maialtar, Pfarrkirche St. Gertraud, Würzburg, Pleicher Vorstadt

Eine Maiandacht kann in einer Kirche oder Kapelle an einem speziell dazu errichtetem Altar, einem vorhandenen Maialtar oder dem dafür umgestalteten Hauptaltar stattfinden. Dabei findet ein Bild oder eine Statue der Gottesmutter Maria Verwendung, hinzu kommt oft vielfältiger Blumenschmuck. Für das Straßburger Münster ist für das Jahr 1855 erstmals die Errichtung eines eigenen Maialtares vor dem Hochchor dokumentiert. Der priesterliche Segen wird häufig vor diesem Maialtar gespendet. Der Vorrang des Hochaltares sollte allerdings – so die kirchlichen Anordnungen – weiterhin sichtbar bleiben. Wie die Maiandacht, so kam auch der Brauch der Maialtäre aus den romanischen Ländern Europas nach Deutschland. Französische Quellen vom Beginn der 1840er-Jahre berichten von der besonders prächtigen Schmückung der Marienaltäre in Kirchen und Kapellen und auch privater „Maialtärchen“ im Monat Mai.
Der biblische Bezug zu dieser floralen Ausgestaltung bildet dabei das alttestamentliche Hohelied (Hld 2,1–2 ), wo es heißt: „Ich bin eine Blume des Scharon, eine Lilie der Täler. Wie eine Lilie unter Disteln, so ist meine Freundin unter den Töchtern.“ Darüber hinaus wird im Hohenlied das Bildmotiv des Hortus conclusus (verschlossener Garten) gebraucht, wenn es heißt: „Meine Schwester, liebe Braut, du bist ein verschlossener Garten, eine verschlossene Quelle, ein versiegelter Born“ (Hld 4,12 ). Ein weiterer floraler Bezug findet sich in der Lauretanischen Litanei, wo Maria als Rosa mystica (geheimnisvolle Rose) bezeichnet wird.
Besonders gefördert und beeinflusst wurde die Frömmigkeitsübung der Errichtung von Maialtären durch die Schrift „Das Goldene Buch der vollkommenen Hingabe an Maria“ von Louis-Marie Grignion de Montfort (1673–1716), einem französischen Volksmissionar, Schriftsteller und Ordensgründer.

## Maialtärchen

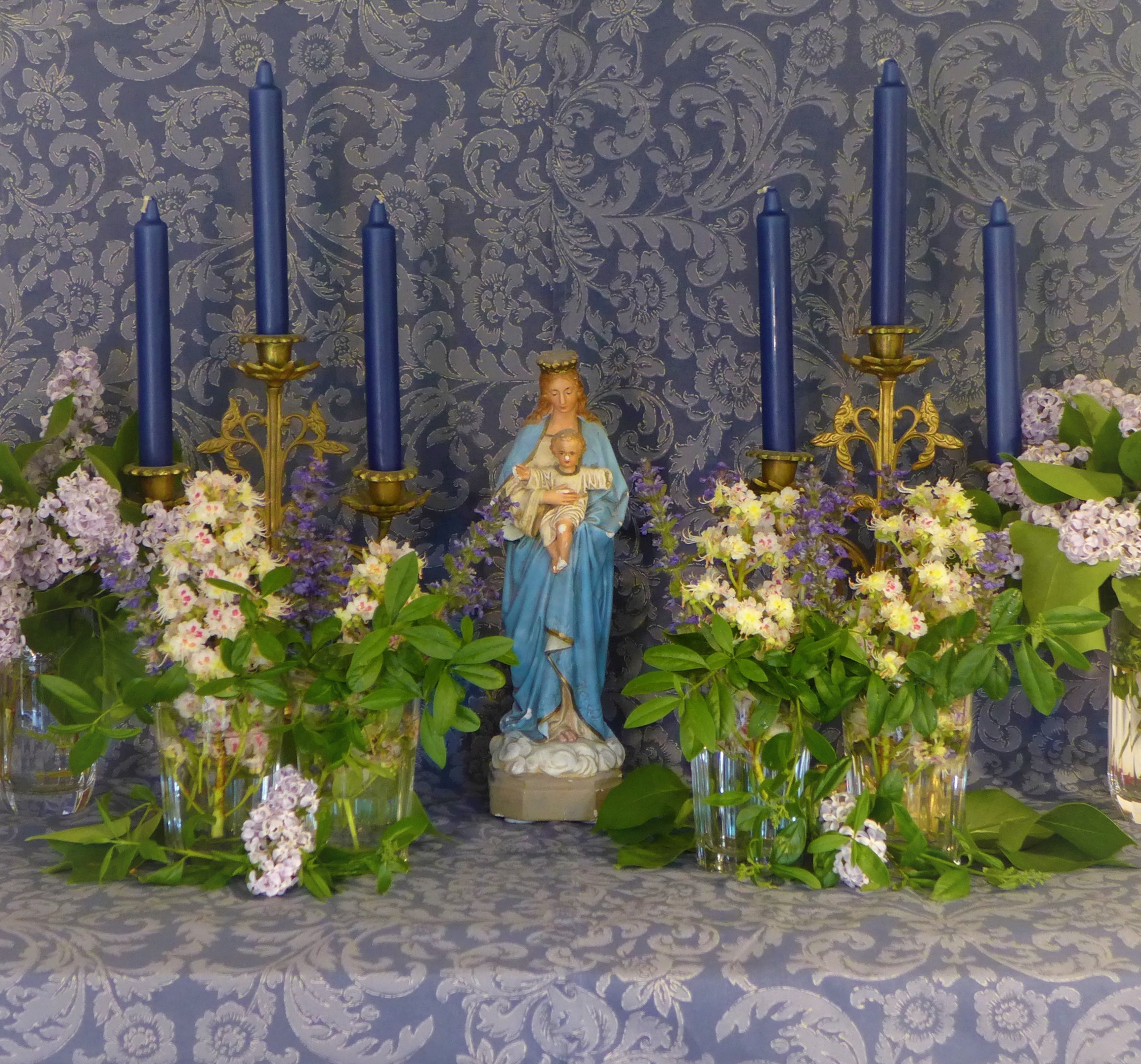
Privates Maialtärchen

Mit dem Aufkommen der Maialtäre in den Kirchen verbreitete sich in katholischen Familien und Gegenden der Brauch, auch im häuslichen Bereich private Maiandachten zu feiern. Katholische Erbauungsliteratur zur marianischen Frömmigkeit propagierte diese fromme Praxis. Neben der Familie sollten sich auch Nachbarn, Verwandte und Freunde in einem Haus zur privaten Marienandacht versammeln. Zu den Elementen einer solchen Privatandacht zählten Gebete, Marienlieder (etwa ‚Maria, Maienkönigin‘), der Rosenkranz, die Lauretanische Litanei und Betrachtungen aus einem der Andachtsbücher. Dazu errichtet man einen kleinen „Altar“ im eigenen Haus, bei dem eine mit Blumen geschmückte Marienfigur oder ein Marienbild – etwa die weitverbreitete Ikone Unserer Lieben Frau von der immerwährenden Hilfe – im Mittelpunkt steht. Auch der Herrgottswinkel kann entsprechend umgestaltet werden. Sowohl Autoren privater Maiandachtsbücher als auch offizielle kirchliche Verlautbarungen griffen das Thema auf und propagierten den Aufbau von privaten Maialtärchen. In katholischen Diasporagebieten wurde die Maiandacht vor einem Maialtärchen als Ersatz für den nicht möglichen Besuch einer öffentlichen Mainandacht empfohlen.
Heute ist ein häusliches Maialtärchen für Mariengebete in der Familie nur noch selten anzutreffen und gilt als „vergessene Tradition“.